# Mark Zettl
Mark Zettl (* 28. Dezember 1998 in München) ist ein deutscher Fußballspieler. Er wird meist im offensiven Mittelfeld eingesetzt und steht beim VfR Garching in der Fußball-Regionalliga Bayern unter Vertrag.

## Karriere
Nachdem er 2009 vom VfR Garching in die Jugend der SpVgg Unterhaching gewechselt war, durchlief er dort die Jugendmannschaften und stieg zur Saison 2017/18 in die erste Mannschaft auf, welche in die 3. Liga aufgestiegen war. Am 9. August 2017 gab er sein Debüt für die erste Mannschaft von Unterhaching. Beim 5:0-Sieg gegen den SV Bruckmühl im Bayerischen Pokal wurde er von Trainer Claus Schromm über die gesamte Spielzeit eingesetzt. Sein Profidebüt gab er wenig später am 23. September 2017 beim Spiel gegen den SV Meppen in der 3. Liga. In der 77. Minute wurde er für Stephan Hain eingewechselt. Im Sommer 2018 wechselte zum VfR Garching.